# Leslie Phillips
Leslie Samuel Phillips (ur. 20 kwietnia 1924 w Londynie, zm. 7 listopada 2022 tamże) – brytyjski aktor komediowy. Nagrodzony Orderem Imperium Brytyjskiego. Brał udział w II wojnie światowej.
W 2013 roku zerwał z zawodem aktora.

## Filmografia
- 2006: Venus – Ian
- 2005: Być jak Stanley Kubrick – Freddie
- 2004: Wojak Churchil
- 2002: Harry Potter i Komnata Tajemnic – Tiara Przydziału (głos)
- 2002: Marzenia do spełnienia – Sędzia
- 2001: Harry Potter i Kamień Filozoficzny – Tiara Przydziału (głos)
- 2001: Lara Croft: Tomb Raider – Wilson
- 1987: Imperium słońca – Maxton
- 1985: Pożegnanie z Afryką – sir Joseph Aloysius Byrne
- 1958: Byłem Montgomerym – mjr Tennant